# Christophoros
Christophoros je slovenski dramski film iz leta 1985 v režiji Andreja Mlakarja po scenariju Željka Kozinca. Sovaščana partizan Ivan in belogardist Martin se med drugo svetovno vojno borita drug proti drugemu, toda oba preživita. Tudi v starosti živita kot soseda in zadnja prebivalca v vasi. Film je leta 1986 prejel Grand Prix na filmskem festivalu v Strasbourgu in bil nominiran za zlatega Huga za najboljši film na Mednarodnem filmskem festivalu v Chicagu. 

## Igralci
- Milena Zupančič kot Lenka
- Radko Polič kot Ivan
- Boris Juh kot Martin
- Miloš Battelino kot Krištof
- Marko Brank kot mali Krištof
- Slavka Glavina kot mati
- Dare Valič kot zdravnik
- Rajko Stupar kot zdravnik
- Markovčič
- Zvone Agrež kot oznovec
- Pavle Ravnohrib
- Andrej Nahtigal